# Willem de Vlamingh
Willem Hesselsz de Vlamingh (28. november 1640 i Oost-Vlieland – 1698 eller senere) var en hollandsk kaptajn, som udforskede Australiens sydvestlige kyst (det daværende Ny Holland) sent i 1600-tallet.
Vlamingh blev ansat i VOC det (hollandske Ostindiske kompagni) i 1688 og foretog sin første rejse til Batavia samme år. Under hans anden rejse, i 1694, fik han til opgave at søge efter Ridderschap van Holland, et VOC-ejet skib som var meldt savnet i området omkring Ny Holland to år tidligere. Han havde tre skibe under sin kommando, fregatten de Geelvink, som blev ført af ham selv, en hooker de Nijptang ført af kaptajn Gerrit Collaert og en galiot Weseltje ført af hans søn Joshua de Vlamingh. Ekspeditionen forlod Amsterdam den 2. maj 1696.
- 29. december 1696 gjorde han landgang på Rottnest Island og gav øen sit navn (hollandsk: Rattennest) på grund af quokkaerne, som han troede var rotter, men som i virkeligheden er pungdyr og i familie med kænguruer.
- 10. januar 1697 sejlede han op ad Swan River, og han og hans mandskab menes at være de første europæere, som kom dertil. Han navngav floden sådan (hollandsk: Zwaanenrivier) på grund af det store antal sortsvaner, han observerede der.
- 4. februar 1697 gjorde han landgang ved Dirk Hartog Island og udskiftede det tinskilt, som Dirck Hartog opsatte på øen ved sit besøg i 1616 med et nyt skilt, der både inkluderede Hartogs og de Vlaminghs besøg. Det originale skilt findes bevaret på Rijksmuseum i Amsterdam.

Han returnerede til Amsterdam den 16. august 1698. Han havde sendt en kasse i forvejen til Nicolaes Witsen med muslingeskaller, frugter og planter fra Ny Holland samt elleve tegninger, som Victor Victorsz havde tegnet under ekspeditionen. Han havde også sendt nogle sortsvaner, men disse døde under rejsen.
Der findes ikke optegnelser om Williem de Vlaminghs hjemkomst og om hans liv efter august 1698. Formentlig fratrådte han VOC og gik på pension efter at være vendt hjem. 